# دوسو دل لیرو
دوسو دل لیرو (به ایتالیایی: Dosso del Liro) یک کومونه در ایتالیا است که در استان کومو واقع شده‌است.

## خصوصیات
دوسو دل لیرو ۲۳٫۲ کیلومترمربع مساحت و ۲۹۷ نفر جمعیت دارد.